# Elton Saldanha
Elton Benício Escobar Saldanha, mais conhecido como Elton Saldanha (Itaqui, 21 de julho de 1955) jornalista, cantor e compositor brasileiro de música regional gaúcha.

## Biografia
Elton Saldanha mudou-se para Porto Alegre, trazido pelo também cantor Juarez Bittencourt. Em 2007 formou-se em jornalismo pela Universidade Luterana do Brasil.
Apresentou, durante três anos o programa "Fandango" na TVE RS e "Buenas Tardes Tchê", na Rádio Rural. Como ator, participou da minissérie A Casa das Sete Mulheres, na TV Globo e, em 2002, atuou no curta-metragem Pois é, Vizinha.
Venceu vários festivais como compositor ou intérprete, entre os quais a Califórnia da Canção Nativa de Uruguaiana, a Seara da Canção de Carazinho, o Musicanto Sul-americano de Nativismo de Santa Rosa, a Coxilha Nativista de Cruz Alta, a Tertúlia Musical Nativista de Santa Maria, o Canto da Lagoa de Encantado, o Festival da Barranca de São Borja, a Tafona da Canção Nativa de Osório, a Moenda da Canção de Santo Antônio da Patrulha, o Ronco do Bugio de São Francisco de Assis, o Serra Canto e Cantiga de Veranópolis, o Reponte da Canção de São Lourenço do Sul, a Sapecada da Canção Nativa de Lages, o Festival Cantamérica de Buenos Aires, entre outros.
Entre seus maiores sucessos estão: Eu Sou do Sul, Castelhana, Canta Catarina, Cardeais, Hino dos Cavaleiros da Paz, Ronda de Tropa e Pé na Estrada. Elton também é membro dos movimentos "Cavaleiros da Paz", "Cavaleiros da Amizade", "Cavaleiros Sem Fronteiras" e fundador do TAPE (Tribo Amigos do Pé no Estribo).
Foi o 3º presidente do Instituto Gaúcho de Tradição e Folclore, tendo como diretores Rodi Borgheti e Antonio Augusto Fagundes, entre 1987 e 1981.
Dentre os anos de 2013 até 2017 participou do projeto Carvavana Chamamecera juntamente com os músicos Os Fagundes e  Daniel Alejandro Brittes, realizando turnês na Itália e Argentina.

## Discografia

### Álbuns de estúdio
- 1985 - Caborteiro Coração - RBS Discos/Som Livre
- 1988 - Aldebarã - Discoteca
- 1991 - Diário de Porto Alegre - Discoteca
- 1994 - Cavaleiros da Paz - ACIT
- 1996 - Bando de Loco - ACIT
- 1997 - Planeta Gaúcho - Usadiscos
- 1998 - Acervo Gaúcho - Usadiscos
- 1998 - Sucessos de Ouro - Usadiscos
- 1999 - Epopéia Farroupilha - Usadiscos
- 1999 - Semana Farroupilha - Usadiscos
- 2001 - Amor Campeiro - Usadiscos
- 2002 - Rio Grande Farroupilha - Usadiscos
- 2003 - Linda Terra, Santa Catarina (duplo) - Mega Tchê Discos
- 2006 - Freio de Ouro (duplo) - Usadiscos
- 2006 - Tchê Amigos (duplo) - Usadiscos
- 2007 - Caborteiro Coração (relançamento em CD) - RBS Discos/Som Livre
- 2009 - Rio Grande Tchê - ACIT
- 2014 - Lida Bruta- ACIT
- 2018- A Grande Festa Gaúcha- SPOTIFY
- 2018 Produz album DON CÁSSIO SELAIMEN- SPOTIFY

### Álbuns ao vivo
- 1998 - Ao Vivo em Vacaria - Usadiscos

## Videografia
- 2000 - DVD Eu sou do Sul - Usadiscos

## Prêmios e indicações

### Prêmio Açorianos
| Ano  | Categoria                     | Indicação      | Resultado |
| ---- | ----------------------------- | -------------- | --------- |
| 2009 | Compositor de Música Regional | Elton Saldanha | Indicado  |

- Festival da Barranca (São Borja): 1983 (Quarteada).
- Canto da Lagoa (Encantado): 1995 (Tema Enredo para uma Escola Rural)
- Sapecada da Canção Nativa (Lages): 1995 (Canta Catarina) e 2000 (Herdeiro do Contestado).

## Curiosidades
- Elton Saldanha esteve cotado para interpretar o personagem Rodrigo Cambará, da minissérie O Tempo e o Vento, exibida pela TV Globo em 1985. Porém, após as gravações dos primeiros capítulos, o diretor Paulo José decidiu substituí-lo pelo ator Tarcísio Meira. Nesta mesma minissérie ele interpretou o major Lucena, no último capítulo.